# 満月をさがして フルムーン・ファイナルライブ
『満月をさがして フルムーン・ファイナルライブ』（フルムーンをさがして フルムーン・ファイナルライブ）は、テレビ東京系列放映のテレビアニメ『満月をさがして』の企画アルバムである。2005年10月19日にEMIミュージック・ジャパンから発売された。

## 概要
テレビアニメ『満月をさがして』最終話での「フルムーンのラスト・ライブ」を完全収録した企画アルバムCD。
ヒロイン・神山満月役を担当したmycoのライブ音声やエンディングテーマ「New Future」、「Myself」、「ETERNAL SNOW」、「Love Chronicle」などが収録されている。ボーナス・トラックには、原作者・種村有菜が歌う「SMILE 〜Arina’s Vocal Version」も収録。全15曲。
CDジャケットには、神山満月とタクト・キラがプリントされている。初回盤限定特典は、オリジナルイラストステッカーが封入された。

## 曲目リスト
1. 『過ぎ去りし日々』 [3:19]
声：神山満月（myco）
2. ETERNAL SNOW [5:13]
歌：Changin' My Life
作詞：myco、作曲：田辺晋太郎、編曲：本田優一郎・辺見鑑孝
3. 『それぞれの想い』 [2:57]
声：神山満月（myco）
4. Focus [4:41]
歌：Changin' My Life
作詞：myco、作曲：辺見鑑孝・田辺晋太郎、編曲：辺見鑑孝
5. 『決意への序曲』 [0:51]
声：神山満月（myco）
6. SMILE [4:23]
歌：Changin' My Life
作詞：myco、作曲：田辺晋太郎、編曲：辺見鑑孝
7. Myself [5:03]
歌：Changin' My Life
作詞：myco、作曲：田辺晋太郎、編曲：辺見鑑孝
8. 『約束』 [4:06]
声：神山満月（myco）
9. Love Chronicle [4:46]
歌：Changin' My Life
作詞：myco、作曲：田辺晋太郎、編曲：辺見鑑孝
10. 『別れ』 [0:49]
声：神山満月（myco）
11. 『未来へ』 [3:50]
声：神山満月（myco）
12. New Future [5:08]
歌：Changin' My Life
作詞：myco、作曲：辺見鑑孝・田辺晋太郎、編曲 - 辺見鑑孝
13. Myself 〜Meroko's Vocal Version〜 [2:47]
歌：めろこ・ユイ（本多知恵子）
作詞：myco、作曲：田辺晋太郎、編曲：辺見鑑孝
14. ETERNAL SNOW 〜ROUTE:L Version〜 [2:24]
歌：タクト・キラ（斎藤恭央）
作詞：myco、作曲：田辺晋太郎、編曲：本田優一郎・辺見鑑孝
15. SMILE 〜Arina’s Vocal Version [4:24]
歌：種村有菜
作詞：myco、作曲：田辺晋太郎、編曲：辺見鑑孝